# Aleš Mandous
Aleš Mandous (* 21. duben 1992 Nekmíř) je český profesionální fotbalový brankář, který chytá za český klub FK Mladá Boleslav, kde je na hostování z pražské Slavie, a za český národní tým.

## Klubová kariéra
S fotbalem začal v TJ Sokol Nekmíř, odkud v průběhu mládeže zamířil do akademie Viktorie Plzeň.

### FC Viktoria Plzeň
V létě 2012 se propracoval do A-týmu. Debutoval 23. března 2013 v dohrávaném 4. kole poháru České pošty, kdy odchytal domácí zápas proti Hradci Králové, který skončil vítězstvím Viktorie 1:0. Plzeň postoupila po tomto výsledku a dřívější porážce 1:2 venku do dalšího kola. Za mužstvo v lize neodehrál žádný zápas.

#### Bohemians Praha (hostování)
Před sezonou 2013/2014 odešel na hostování do druholigového Bohemians Praha. Za tým odchytal celkem 18 zápasů. Po skončení ročníku mužstvo sestoupilo do ČFL.

#### Baník Most (hostování)
V létě 2014 zamířil hostovat do druholigového Baníku Most 1909. Během roku, kdy mužstvo sestoupilo do třetí ligy, odehrál 18 druholigových střetnutí.

### MŠK Žilina
Před ročníkem 2015/16 přestoupil do slovenského klubu MŠK Žilina, kde podepsal dvouletý kontrakt. Žilina se stala jeho prvním zahraničním angažmá. V 1. slovenské lize debutoval 9. března 2016 v domácím utkání proti mistrovskému FK AS Trenčín (porážka 2:3).
V podzimní části sezóny 2016/17 odehrál první ligový zápas opět proti FK AS Trenčín, tentokrát s vítězným skóre 3:0. V ročníku 2016/17 Fortuna ligy získal se Žilinou titul.
Zachytal si ve 2. předkole Ligy mistrů UEFA 2017/18 proti dánskému FC Kodaň. V odvetě v Dánsku na půdě soupeře vychytal výhru 2:1, na postup to však nestačilo, neboť Žilina prohrála domácí utkání 1:3.

### Sigma Olomouc
V létě 2019 přestoupil do českého prvoligového týmu SK Sigma Olomouc. Na začátku svého angažmá zde byl pouze trojkou, a to za zkušeným Milošem Buchtou a za Michalem Reichlem. V 17. kole sezóny 2019/20 se v zápase proti Slavii však postavil mezi tři tyče právě Mandous a do konce ročníku byl jedničkou on.
Sezónu 2020/21 začal Mandous jako jasná brankářská jednička olomouckého týmu. Za své výkony v lize byl odměněn pozvánkou do české reprezentace. V sezóně odchytal Mandous 32 soutěžních zápasů, v nichž udržel 11 čistých kont.

### Slavia Praha
V červenci 2021 přestoupil Mandous do pražské Slavie; s úřadujícím českým mistrem podepsal smlouvu až do 30. června 2026. Zpočátku sezóny 2020/21 plnil roli brankářské dvojky za Ondřejem Kolářem, 12. září ale dostal přednost v zápase proti Slovácku a svým výkonem přispěl k výhře 2:1. O čtyři dny později Mandous debutoval v evropských pohárech, a to při výhře 3:1 nad Unionem Berlín v zápase základní skupiny Konfereční ligy. V základní skupině odchytal další čtyři zápasy a postoupil se Slavií do jarní vyřazovací fáze soutěže. V podzimní části sezóny se stal brankářskou jedničkou i v lize. Slavia s Mandousem postoupila přes turecké Fenerbahçe a rakouský LASK až do čtvrtfinále Konferenční ligy, kde ale padla s nizozemským Feyenoordem. Mandous vzal domácí porážku 1:3 v odvetném zápase na sebe. Po jeho chybě v 59. minutě se nizozemský tým ujal vedení 2:1. Mandous ve své první sezóně ve Slavii odchytal 32 soutěžních utkání, v nichž udržel 11 čistých kont.
Na začátku sezóny 2022/23 byl Mandous zvolen brankářskou jedničkou Slavie na úkor Koláře. Se Slavií prošel přes tři kvalifikační předkola až do základní skupiny Konferenční ligy. O místo v brance přišel ze zdravotních důvodů na konci září 2022. Vrátil se až v posledním zápase sezóny proti Slovácku, kdy vychytal vítězství 4:0. Se Slavií získal v květnu trofej po výhře 2:0 nad Spartou ve finále českého poháru, Mandous ale zůstal na lavičce náhradníků.
Na začátku sezóny 2023/24 byl Mandous brankářskou dvojkou za Ondřejem Kolářem, do branky se Mandous dostal na začátku září 2023 v zápase proti Karviné (výhra 5:1). Do konce podzimní části sezóny do branky Koláře nepustil, odchytal také všech šest utkání v základní skupině Evropské ligy, ze které Slavia postoupila z prvního místa do osmifinále.

### FK Mladá Boleslav (hostování)
Po malém vytížení ve Slavii odešel na půlroční hostování do Boleslavi v únoru 2025.

## Reprezentační kariéra
V roce 2013 odehrál jedno utkání v dresu české jedenadvacítky (prohra 0:3 s Rakouskem).
Dne 6. září 2020 se dostal za své výkony v Olomouci až do reprezentačního výběru; byl nominován na zápas Ligy národů proti Skotsku a nastoupil v základní sestavě pověřeného trenéra Davida Holoubka. K tomu mu velmi pomohla i nucená karanténa prvního mužstva, které odehrálo zápas se Slovenskem. Mandous si v zápase odbyl reprezentační debut, česká reprezentace ale prohrála 1:2.
Byl nominován i na Mistrovství Evropy 2021. Na turnaji byl ale brankářskou jedničkou jedničkou Tomáš Vaclík.